# Stundom vid min simpla låda
"Stundom vid min simpla låda" är en frikyrklig psalmtext av Carl Lundgren. Den består av åtta verser och publicerades första gången i Nöd och Nåd.

## Diskografi
- 1978 – Visor från farfars tid av Kjell Hagegård och Bo Hansson.[2]
- 1982 – Läsarsånger 1 av Thure Byström.[3]

## Publicerad i
- Nöd och nåd, som nummer 37 med titeln "Stundom vid min simpla låda".[1]
- Läsarsång och folklig visa.[4]